# Фирсановская
Фирса́новская (ранее также использовался вариант Фирса́новка) — остановочный пункт на главном ходу Октябрьской железной дороги (Ленинградское направление Мосузла) в городском округе Химки Московской области.

## История
Полустанок появился в 1893 году на деньги и по ходатайству владелицы имения Середниково Веры Ивановны Фирсановой.
В 2013—2015 годах в связи со строительством 4-го пути перегона Сходня — Крюково остановочный пункт был реконструирован: северная платформа (№ 2) была капитально отремонтирована, а южная (№ 1) была перенесена южнее.
В марте 2025 года в рамках реконструкции платформ под МЦД-3 введён в эксплуатацию временный турникетный павильон на платформе №2 (в сторону Крюково).

## Описание
Состоит из 2 боковых платформ, соединённых подземным переходом. Левый выход (на юг) — в посёлок Фирсановка, входящий в состав города Химки. Правый выход — в район Сходня города Химки.
Сразу к востоку за платформой до 2016 года существовал регулируемый железнодорожный переезд, соединявший Шоссейную улицу (с севера) и улицу Мцыри (с юга); в 2016 году он был заменён эстакадой.

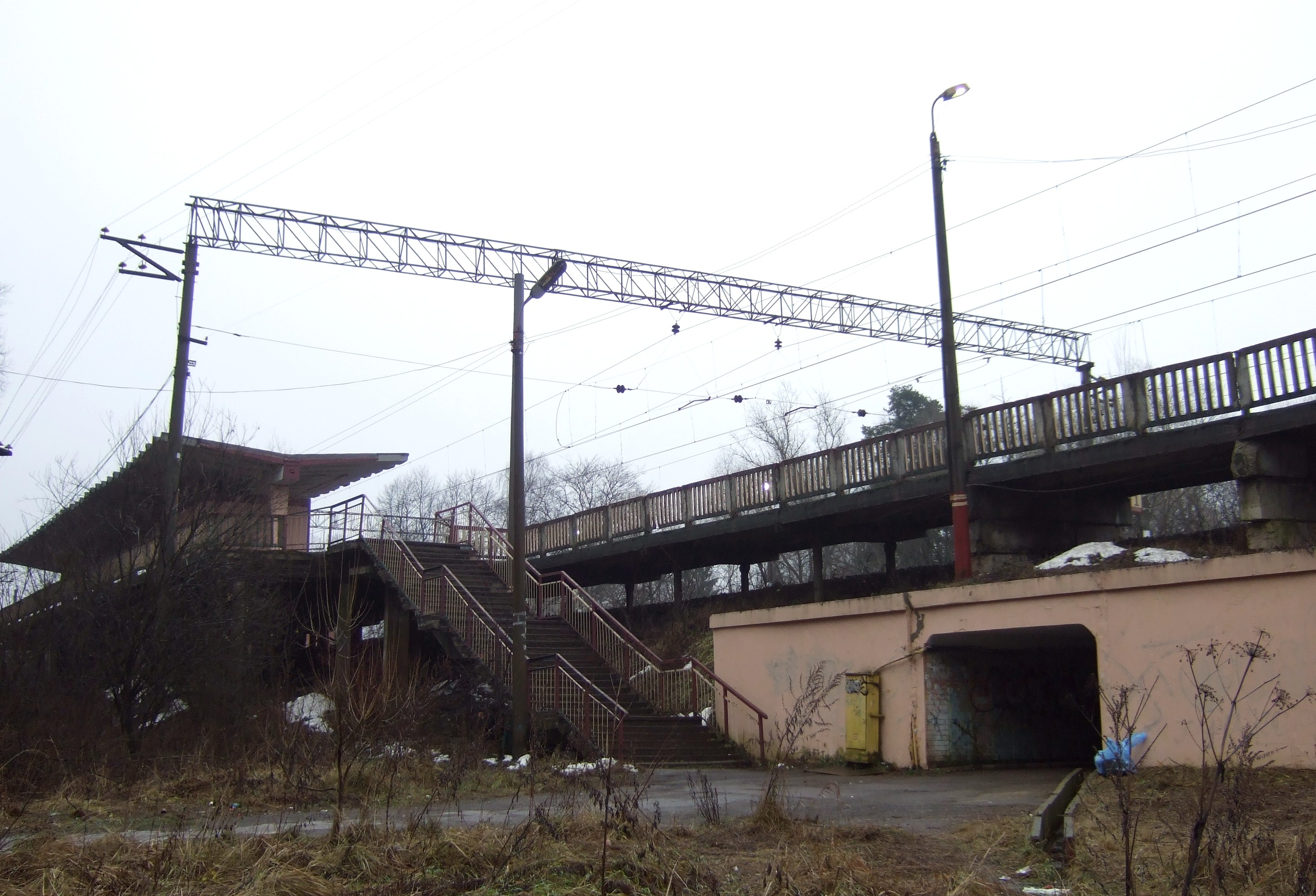
Вид центра платформы с севера, виден подземный переход
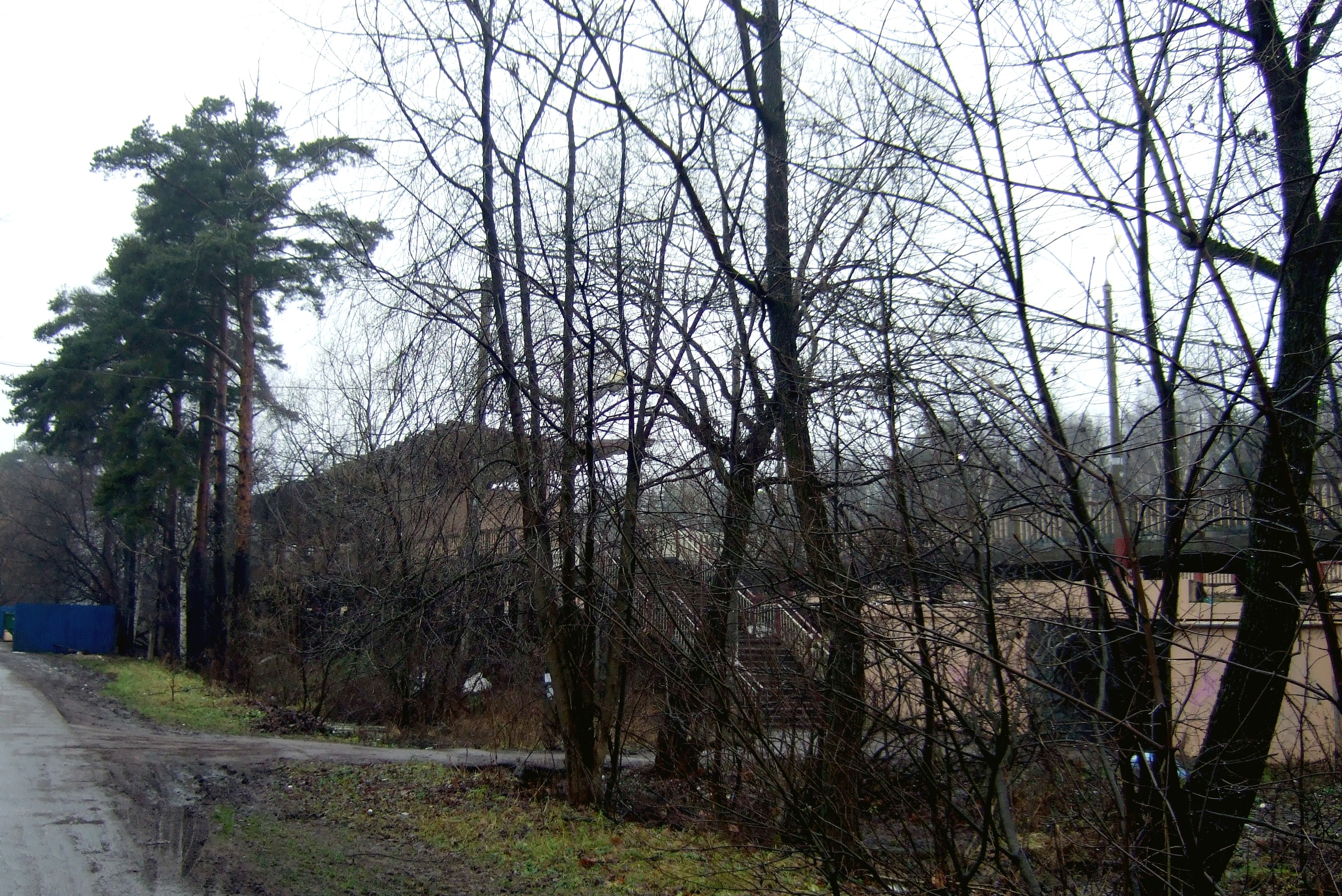
Вид центра ныне снесённой платформы с юга

## Общественный транспорт
| № маршрута | Трасса                                               | Перевозчик                  |
| ---------- | ---------------------------------------------------- | --------------------------- |
| 2          | Сходня — Платформа Фирсановская*                     | Мострансавто                |
| 27         | Западная — Платформа Фирсановская*                   | Зеленоградский автокомбинат |
| 40         | Платформа Фирсановская** — Посёлок санатория «Мцыри» | Мострансавто                |

* — северный выход; ** — южный выход